# Evangelische Pfarrkirche Bad Ischl
Die Evangelische Pfarrkirche Bad Ischl, auch Friedenskirche genannt, befindet sich in der Stadt Bad Ischl im Salzkammergut zwischen Kaisertherme und Bahnhof Bad Ischl. Es handelt sich um ein ehemaliges Kornmagazin, das zwischen 1876 und 1881 zu einem Kirchengebäude umgebaut wurde. Die Kirche steht unter Denkmalschutz (Listeneintrag).

## Geographie
Die unter Denkmalschutz stehende Kirche ist die Pfarrkirche der evangelischen Pfarrgemeinde Bad Ischl, die zur Evangelischen Superintendentur A. B. Oberösterreich gehört. Die Pfarrgemeinde erstreckt sich über die politischen Gemeinden Bad Ischl und St. Wolfgang und betreut etwa 1350 evangelische Christen.
Im Gerichtsbezirk Bad Ischl gibt es sieben politische Gemeinden mit sieben evangelischen Kirchengebäuden. Diese sind: Evangelische Pfarrkirche Ebensee, Evangelische Friedenskirche Bad Ischl, Evangelische Friedenskirche St. Wolfgang im Salzkammergut, Evangelische Pfarrkirche Bad Goisern, Evangelische Pfarrkirche Hallstatt, Evangelisches Bethaus Obertraun und die Evangelische Pfarrkirche Gosau.

## Geschichte

### Geschichte der Pfarrkirche
Die Pfarrkirche entstand aus einem kaiserlichen Kornstadel auf dem Plaimstein gebaut war. Den 1750 errichteten „Getreidekasten“ kaufte 1875 Pastor Johannes Krabbe aus Ludwigslust in Mecklenburg am 9. August. Unter der Leitung des Schweriner Baurats Johann Ludwig F. Krüger wurde er von 1876 bis 1881 als Kirche umgebaut.

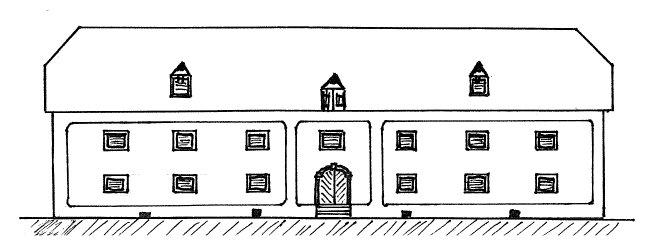
Das K.K. Kornmagazin auf dem Plaimstein

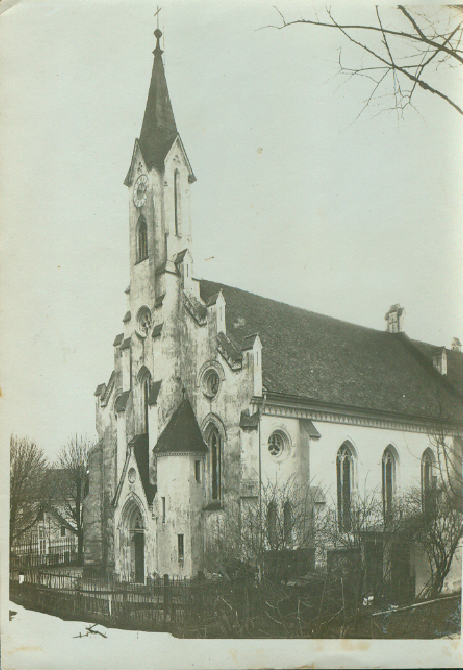
Die Kirche nach dem Umbau

Der Kaufpreis des Gebäudes betrug 15.000 Gulden. Die tatsächlichen Gesamtkosten der Errichtung der Kirche und der Einrichtung eines Pfarr- und Schulhauses beliefen sich auf 53.000 Gulden. Finanziert wurde der Bau durch verschiedene Spenden der kaiserlichen Majestäten Österreichs und Deutschlands sowie von Förderern aus Mecklenburg und anderen Adels- und Bürgerfamilien. Die Pläne stammten vom Bad Ischler Zimmermeister Jakob Stadlmann und wurden von dem Schweriner Baurat F. Krüger überarbeitet und in zwei Bauetappen aufgeteilt. In der ersten Etappe wurden das Schulgebäude und das Pfarrhaus mit einem provisorischen Betsaal umgebaut und in der zweiten Bauetappe war die Errichtung des eigentlichen Gotteshauses im Norden des Gebäudes vorgesehen. 1876 konnte die Schule übersiedeln. Darauf erfolgte der Umbau des Kornhauses zu einem Gotteshaus. Schlanke Fenster wurden ausgebrochen, eine turmartige Fassade errichtet sowie ein Altarraum mit Sakristei und Taufkapelle eingebaut. Beim Stil des Gotteshauses entschied man sich für eine neugotische Bauweise.:S. 13
1879 konnte das Kreuzerhöhungsfest gefeiert werden. In die Kugel unter dem vergoldeten Kreuz legte man die Urkunde mit den Namen der Presbyter, der Gemeindevertreter, der Schulkinder und eine Liste der Behörden des Kurortes. Im kleinen Turm wurden drei Glocken aufgezogen. Sie trugen die Namen:S. 14
- Franz Joseph I., Kaiser von Österreich
- Wilhelm I., Kaiser von Deutschland
- Kaiser Josef II., Kaiser des Heiligen Römischen Reiches

Die Evangelische Pfarrkirche wurde am 1. Juli 1881 durch den Superintendenten Jakob Ernst Koch III. geweiht. 1902 wurde Bad Ischl zur Pfarrgemeinde erhoben.:S. 15

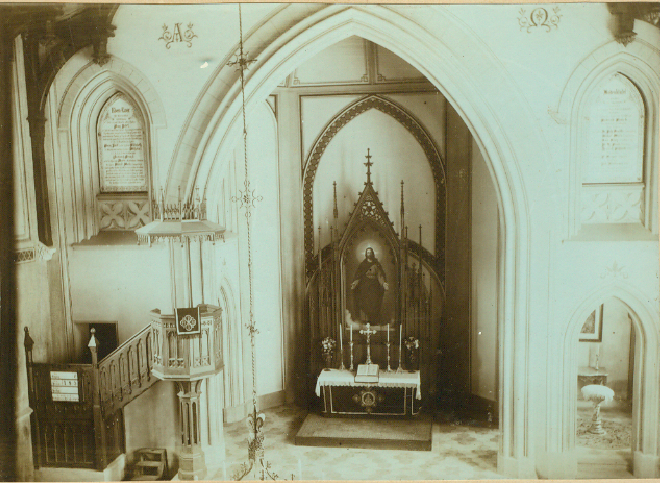
Die Kirche nach der Weihe 1881
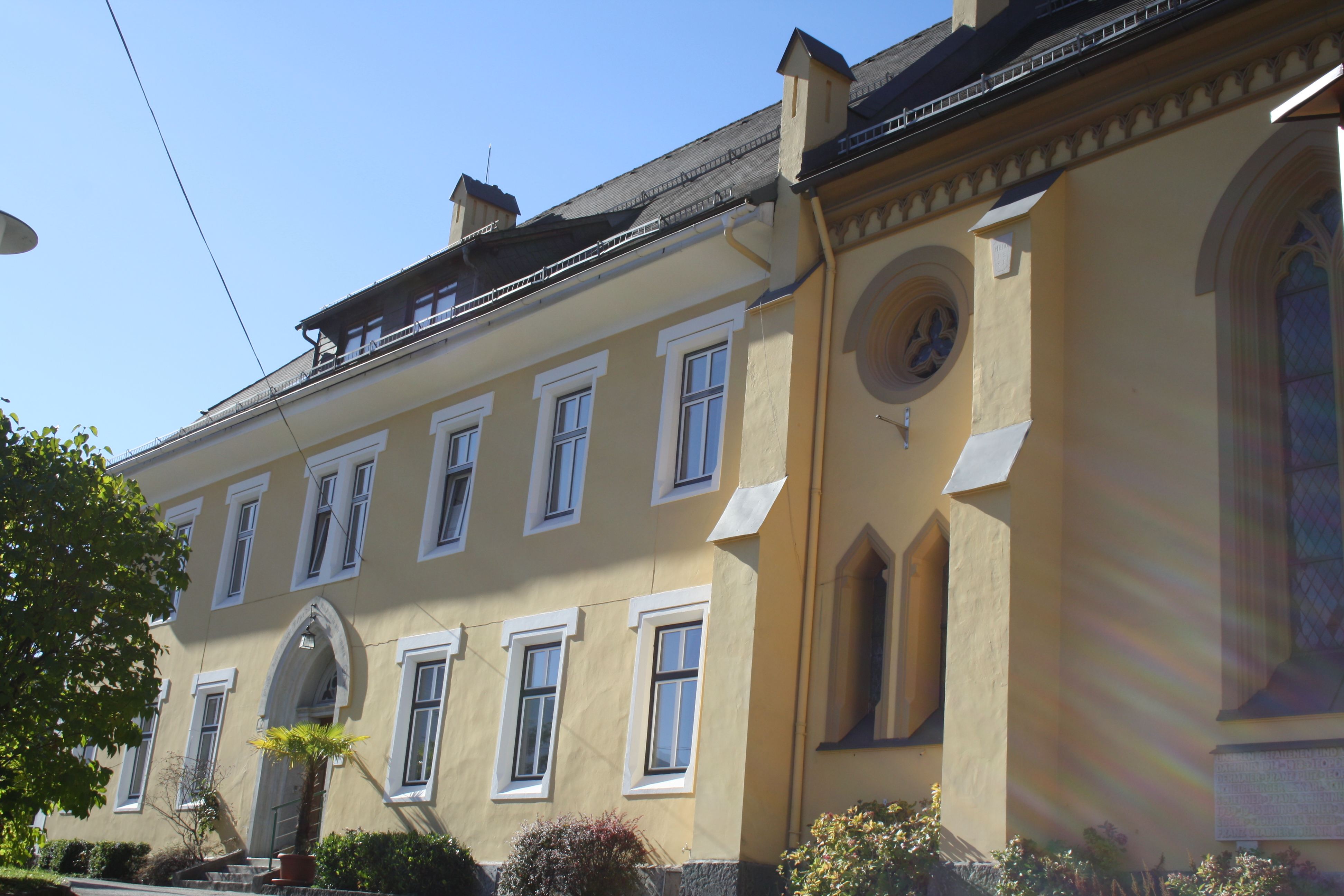
Das Pfarrhaus ist mit der Kirche verbunden und befindet sich auf deren südlicher Seite.

### Geschichte der Pfarrgemeinde

#### 16. bis 18. Jahrhundert
Die ersten geheimen evangelischen Zusammenkünfte fanden in Ischl schon um 1530 im Sigmund-Seeauer-Haus und im Schlösschen Rosenkränzl (Hinterstein) statt, während das Marktgericht noch katholisch war. Aus dem Gründungsjahr ist erkennbar, dass die evangelische Pfarrgemeinde Bad Ischl  keine Toleranzgemeinde war.:S. 2
Kaiser Maximilian II. erlaubte 1568 in seiner Religionskonzession vom 18. August zunächst den niederösterreichischen Ständen die Ausübung ihres Augsburgischen Bekenntnisses. Ende desselben Jahres dehnte er diese Zugeständnisse auch auf Oberösterreich aus. Dem Kaiser war es wichtig, eine Übergangsregelung zu treffen, die es den verschiedenen Konfessionen erlaubte, friedlich und ruhig nebeneinander zu bestehen. Ausgenommen von dieses Zugeständnissen waren die Städte und Märkte des kaiserlichen Kammerguts, also auch Bad Ischl. Der Kaiser erließ jedoch kein Verbot, sodass auch in Bad Ischl die Evangelischen ungehindert ihren Glauben leben konnten. Sie wurden stillschweigend in die Assekuration eingeschlossen.:S. 3
So fasste das Augsburger Bekenntnis im Kammergut festen Fuß und auch das kaiserliche Salzwesen, der Haupterwerb dieses Landesteiles, war fest in den Händen evangelischer Untertanen. In Bad Ischl war der Marktrichter Joachim Schwarzl Führungspersönlichkeit der Evangelischen. Martin Waldner wirkte als protestantischer Pfarrer im römisch-katholischen Pfarrhaus von Bad Ischl, dem Wolfgang Khlainsträtl nachfolgte. 1591 wurde Sebastian Heisl Pfarrer in Bad Ischl.
Während dieser Zeit hatte der Protestantismus in Bad Ischl seine Blüte, doch nach dem Tod des Kaisers Maximilian II. wurden Dekrete zur Rekatholisierung des Kammergutes beschlossen. Alle wichtigen Ämter sollten wieder mit Katholiken besetzt werden und jede andere Art der Religionsausübung wurde untersagt. Im Juli 1600 erging der Befehl, dass alle Untertanen des Kammerguts entweder katholisch werden sollten oder das Land zu verlassen hätten. Religionskommissionen zogen von Ort zu Ort, um den Drohungen Nachdruck zu verleihen.:S. 4
Der neue katholische Salzamtmann meldete der Hofkammer Vollzug, dass das gesamte Kammergut wieder katholisch sei. Daraufhin entsandten die Ischler den vertrauenswürdigen Bürger Stadelmann an den Kaiserhof, um dies zu widerlegen. Sein Beweisstück war eine Unterschriftenliste, auf der sich alle evangelischen Bürger, bis auf drei, zur Augsburgischen Konfession bekannten. Die Verhältnisse spitzten sich immer mehr zu. Nach der Amtsenthebung des Marktrichters Joachim Schwarzl und der darauf folgenden Gefangennahme der Religionskommission gab es bewaffneten Widerstand in Ischl. Zum Feldobristen wurde einstimmig Joachim Schwarzl berufen. Am 2. August 1601 vergewisserte sich Joachim Schwarzl in eine Versammlung der eindeutigen Stellung zum Augsburger Bekenntnis.
Einig war man sich in Ischl jedoch nicht. Die Bürger des Marktes neigten eher zum Frieden, während die Salzarbeiter sich kampfbereit zeigten. Joachim Schwarzl war jedoch verhandlungsbereit und saß im Jänner 1602 unter dem Vorsitz des Salzburger Erzbischofs Wolf Dietrich mit den Religionskommissären am Konferenztisch. Diese forderten seine Auslieferung und eine Rückkehr aller Bewohner zum katholischen Glauben. Der Erzbischof ließ entgegen seinem Versprechen des freien Geleits Joachim Schwarzl in den Kerker werfen, in der Absicht, die Aufständischen im gesamten Kammergut einzuschüchtern.  Der Erzbischof ließ 1000 Mann Fußvolk und 300 Reiter auf Ischl zu marschieren. Der Vermittlungsversuch des Erzbischofs endete damit in kriegerischer Auseinandersetzung.
Die ersten Zusammenstöße mit den Ischler Aufständischen gab es bei Pfandl. Von dort aus mussten sie sich in das Marktgebiet zurückziehen. Daraufhin wurde der Markt von den Truppen des Erzbischofs vom Haischfeld aus beschossen. Nach zwei Kampftagen ergaben sich die Ischler. Die einmarschierenden Soldaten plünderten die Häuser der Evangelischen. Anstelle des Marktrichters Joachim Schwarzl, der auf Hohensalzburg eingekerkert war, wurde der Jurist Michael Haller am 1. März öffentlich gevierteilt. Unter dem Druck der Besatzung mussten Gemeindeglieder und Bergleute mit einem Kniefall vor dem Salzamtmann ihren Bekenntnisverzicht besiegeln.
Der Rat des Marktes Ischl wurde abgesetzt und die Marktrechte wurden aberkannt. Joachim Schwarzl wurde nach Linz überführt. Durch glückliche Umstände konnte er 1609 nach Ischl zurückkehren. Er lebte bis zu seinem Tod 1632 völlig zurückgezogen.:S. 5
Nach der kriegerischen Auseinandersetzung fand die Ausübung der evangelischen Konfession wieder im Geheimen statt. Vor allem die Salzarbeiter blieben dem Bekenntnis treu, während sich die Bürger davon abwandten, aus Angst, Haus und Vermögen zu verlieren. Bei der Ausübung des evangelischen Bekenntnisses ertappte Familien wurden nach Bayern oder Siebenbürgen abgeschoben. Minderjährige Kinder wurden den Eltern abgenommen und in Klosterschulen gesteckt. Von den rund 100 Vertriebenen aus dem Kammergut sind namentlich zahlreiche Ischler Familien bekannt. In der zweiten Hälfte des 18. Jahrhunderts scheint die Bevölkerung von Ischl endgültig zum katholischen Glauben zurückgekehrt zu sein.:S. 6

#### Seit dem Toleranzpatent von 1781
Erst das Toleranzpatent Kaiser Josephs II. ermöglichte wieder evangelisches Leben im Kammergut. Man konnte sich als „A-Katholik“ eintragen lassen und es wurden dafür gewisse Rechte gewährt, unter anderem das Recht, ein Gebetshaus zu bauen, falls mehr als 500 Personen im Umkreis dieser Konfession angehörten. In Ischl ließen sich 41 Personen als A-Katholiken eintragen. Aufgrund dieser geringen Zahl wurden die evangelischen Ischler in die Toleranzgemeinde Goisern eingegliedert, die sich 1782 konstituierte.:S. 10
Bereits 1784 kam es zur Gründung von evangelischen Schulen in Hallstatt, Gosau, St. Agatha und Goisern. Die Evangelischen von Ischl erhielten ebenfalls eine Schule allerdings nur mit fremder Hilfe. 1823 wurde Ischl Badeort. Erzherzogin Sophie machte von dem Ischler Heilwasser Gebrauch und es dauerte nicht lange, bis sich der langersehnte Kindersegen einstellte. Nach der Geburt der „Salzprinzen“ war Bad Ischl ein bedeutender Ort für die Monarchie geworden. Die Familie des Erzherzogs von Mecklenburg-Schwerin, Friedrich Franz II., half der Bevölkerung, eine evangelische Schule zu gründen. 1861 wurde ein Gebäude erworben, das  als Schulraum, Betsaal und Lehrerwohnung diente.

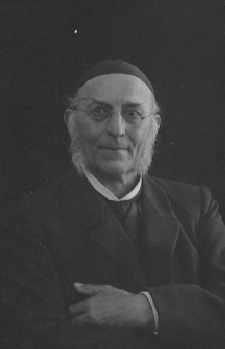
Heinrich Fehlandt

1871 richtete die K.u.k.-Bezirkshauptmannschaft Gmunden ein Schreiben an die Pfarrgemeinde Goisern, in dem sie für die Gottesdienste in Bad Ischl die Gründung einer eigenen evangelischen Filialgemeinde forderte. Dies setzte allerdings die Genehmigung der K.u.k.-oberösterreichischen Statthalterei voraus, die die  Gemeindevertretung noch im selben Jahr beantragte. Ein Jahr später wurde das erste Presbyterium gewählt. 1875 wurde das Kornmagazin gekauft und umgebaut. Einer der Hauptinitiatoren des Gebäudeerwerbes, der Her- und Einrichtung des Schul- und Kirchengebäudes war Heinrich Fehlandt aus Mecklenburg. Er unterrichtete an der evangelischen Schule in Bad Ischl von 1867 bis 1885.
Das erste Presbyterium (1872) der evangelischen Filialgemeinde Ischl bestand aus:
- Gottfried Lahner aus Ischl
- Josef Schenner, Wagner in Jainzen
- Leopold Schiendorfer II., Gipshändler in Eck
- Jakob Stadlmann, Hausbesitzer in Kaltenbach
- Matthias Uebleis, Tischlermeister in Ischl und
- Heinrich Fehlandt, Lehrer an der evangelischen Volksschule.

Im Jahr 1902 wurde Bad Ischl selbstständige evangelische Pfarrgemeinde und damit unabhängig von Bad Goisern.

## Architektur und Ausstattung

### Kirche
Die evangelische Pfarrkirche Bad Ischl und das Pfarrhaus wurden in einem Gebäude im neugotischen Stil vereint. Sie wurde auf dem Plaimstein, einem Hügel am Rande der Innenstadt Bad Ischls, errichtet. Das Gebäude liegt zwischen der Bahnhofstraße und der Voglhuberstraße, in der sich die Eurotherme Bad Ischl befindet. Die Kirche hat einen rechteckigen, schlanken Grundriss sowie einen Dachreiter, wobei das Dachgebälk von innen sichtbar ist. Das Hauptportal der Kirche liegt auf der nördlichen Seite, von der Straße abgewandt. Der Nebeneingang befindet sich auf der Ostseite des Gebäudes. Gegenüber dem Hauptportal, auf der Südseite der Kirche, ist das Altarbild des „Einladenden Christus“ von Carl Gottfried Pfannschmidt aus Berlin zu sehen. Zur linken Seite des Altars befindet sich die Kanzel und auf der rechten ein kleines Gewölbe mit dem Taufbecken. Im nördlichen Bereich der Saalkirche, beim Haupteingang, findet sich die Orgelempore.
Das Pfarrhaus mit dem Gemeindesaal, Büros und Wohnungen der Pfarrer nimmt den südlichen Teil des Gebäudes ein. Der Eingang blickt Richtung Osten. Über dem Tor ist der Schriftzug „Jesus spricht: Lasset die Kindlein zu mir kommen.“ zu lesen.

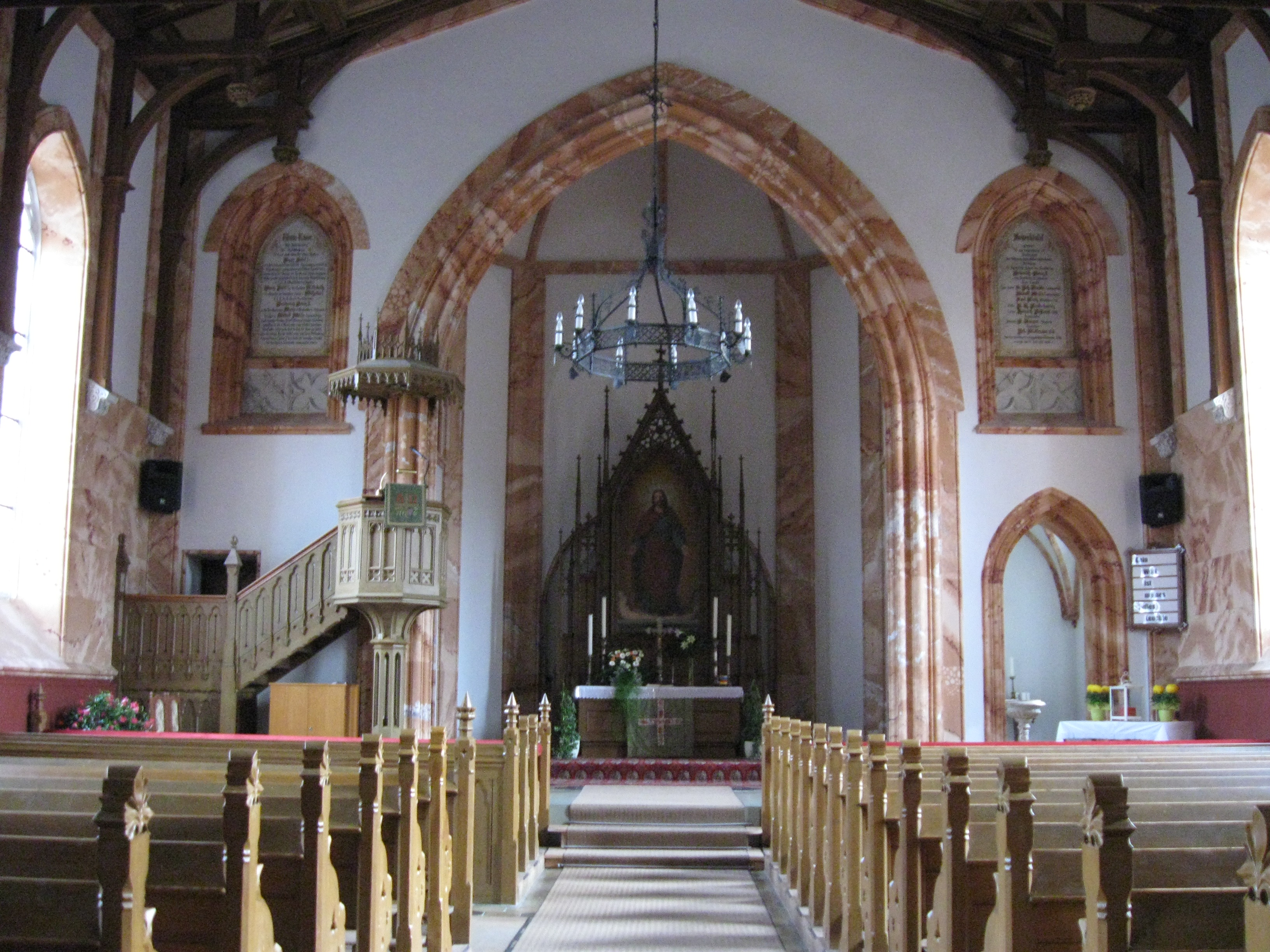
Altar der evangelischen Kirche Bad Ischl
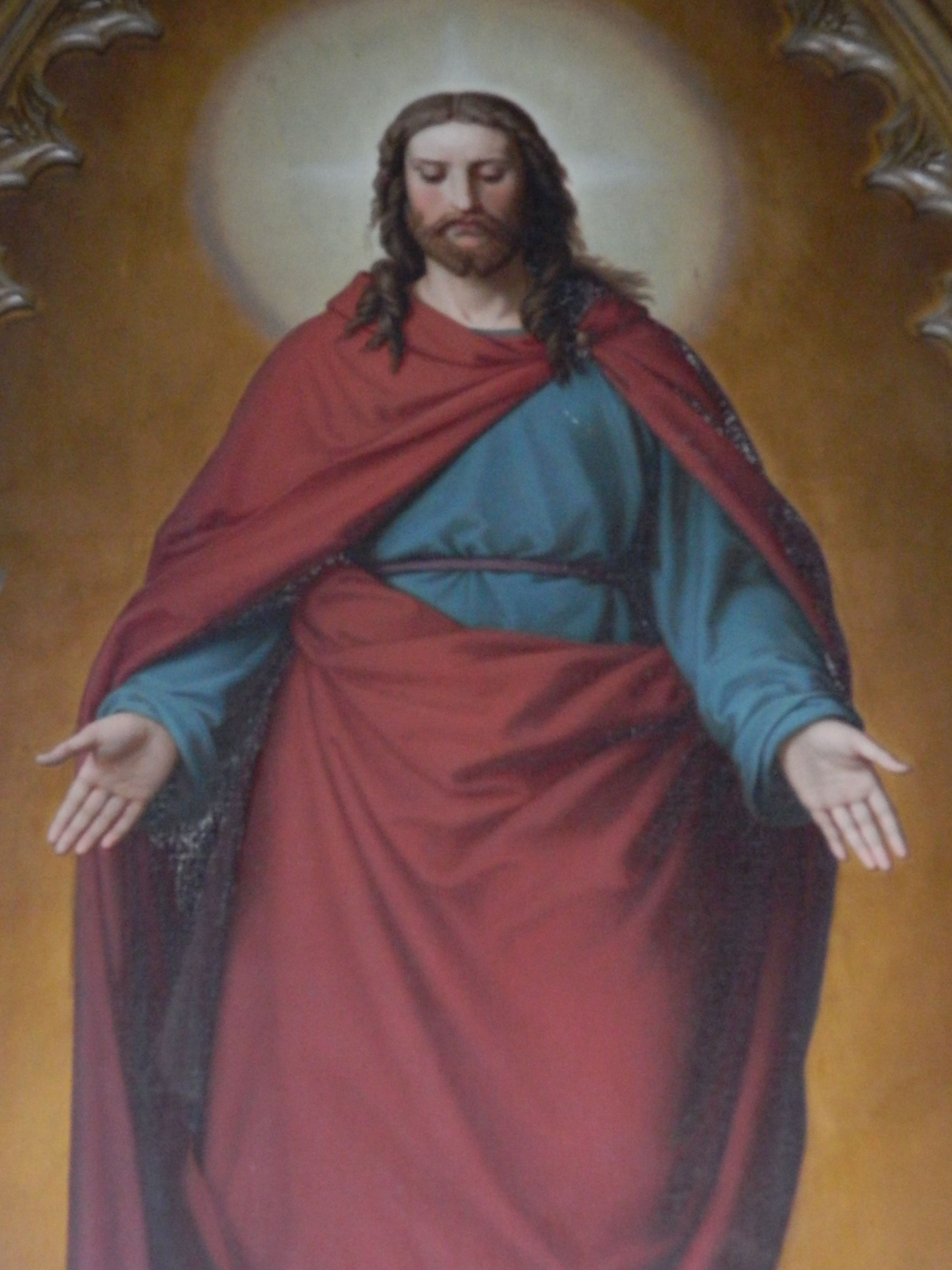
Das Altarbild des „Einladenden Christus“ von Pfannschmidt aus Berlin
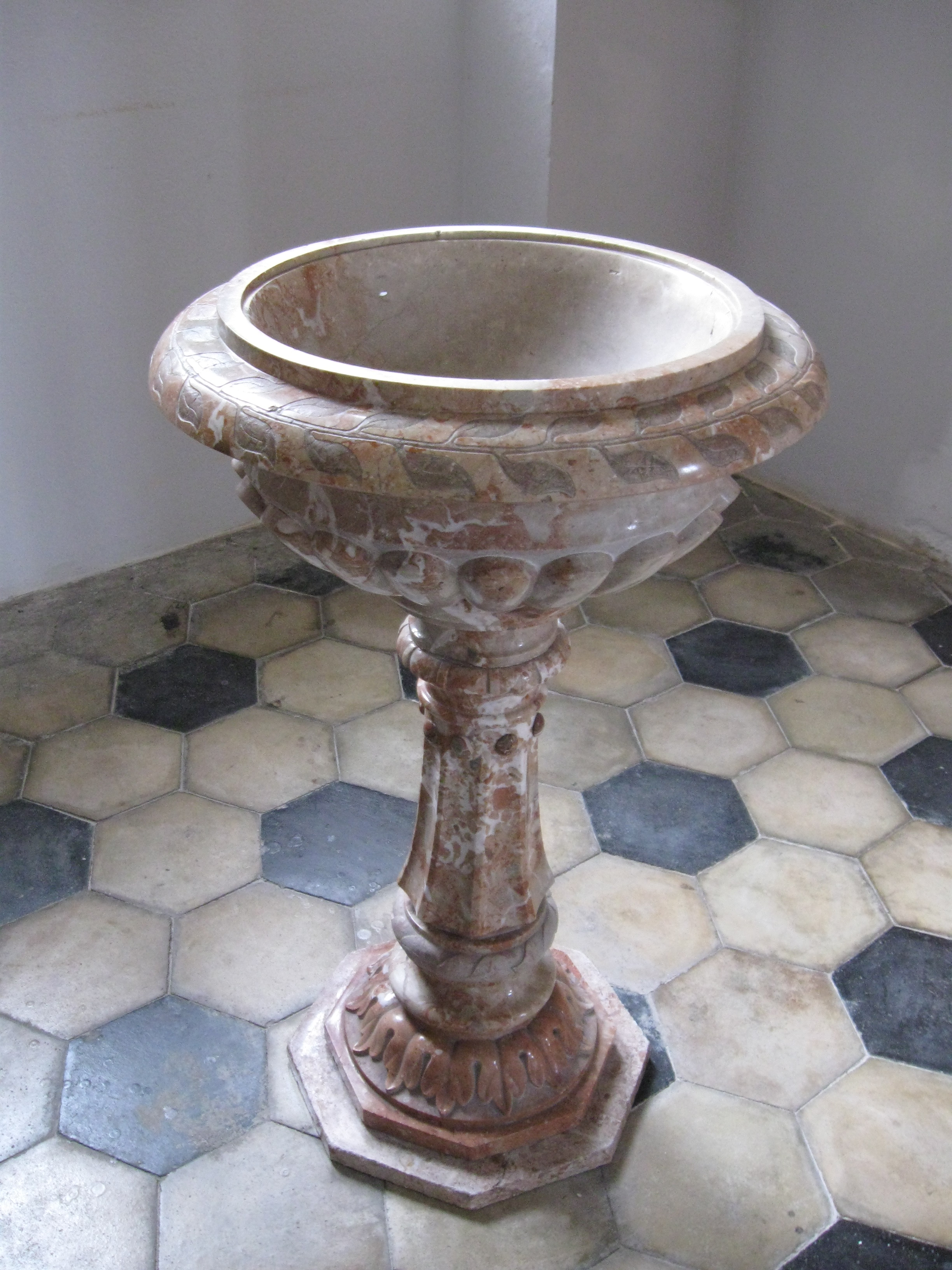
Das Taufbecken befindet sich in einem Gewölbe rechts vom Altar der Kirche.
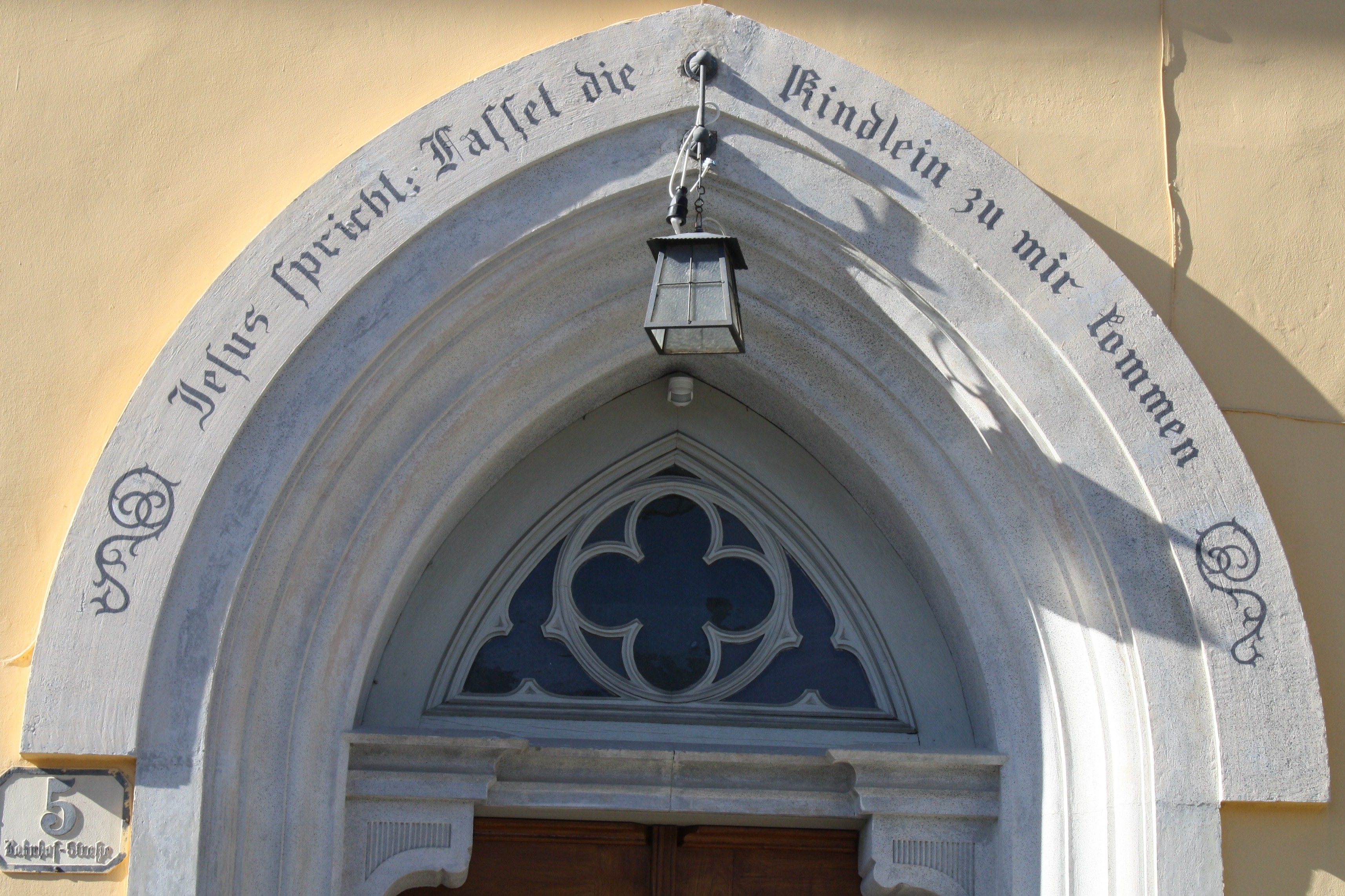
Über dem Eingang des Pfarrhauses steht: „Jesus spricht: Lasset die Kindlein zu mir kommen.“

### Orgel

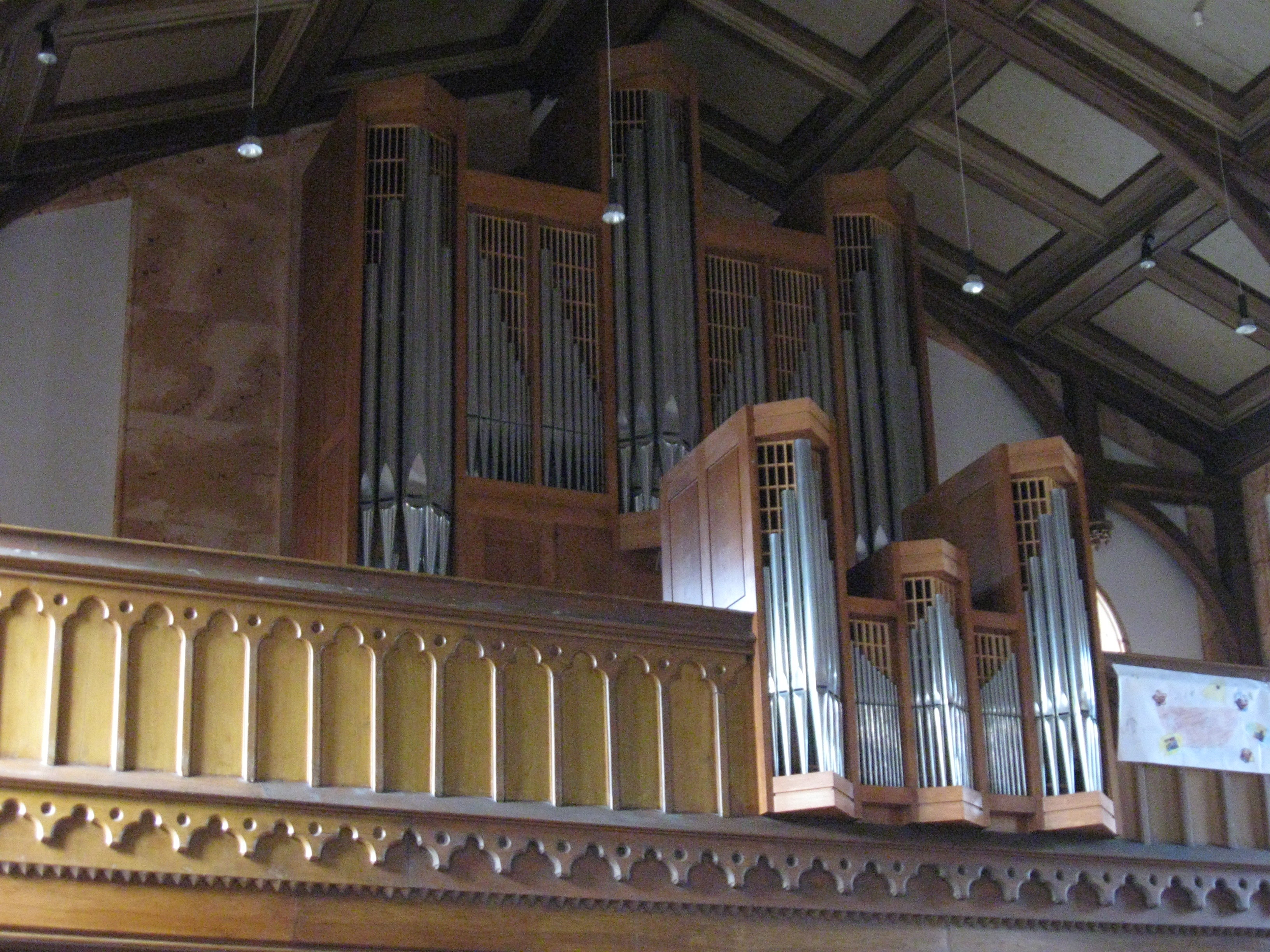
Orgelprospekt mit Rückpositiv

1881 schuf Johann Lachmayr die erste Orgel (8 Register, I/P) für die Kirche, sie wurde von Großherzog Friedrich Franz II. von Mecklenburg-Schwerin gespendet.
Die aktuelle Orgel der Kirche wurde 1978 von Bruno Riedl erbaut. Das Instrument verfügt über 22 Register, die auf zwei Manuale und Pedal verteilt sind. Geprägt wird der Prospekt durch hervortretende Spitztürme, die durch Flachfelder verbunden sind. Dem niedrigen Pfeifenmittelturm im Rückpositiv entspricht der überhöhte Mittelturm im Hauptwerk.
| I Rückpositiv C–g3 |              |        |
| 1.                 | Holzgedackt  | 8′     |
| 2.                 | Prinzipal    | 4′     |
| 3.                 | Gedacktflöte | 4′     |
| 4.                 | Nasard       | 2 ⁄3′  |
| 5.                 | Blockflöte   | 2′     |
| 6.                 | Terz         | 1 3⁄5′ |
| 7.                 | Quinte       | 1 ⁄3′  |
| 8.                 | Zimbel       | 1′     |
| 9.                 | Krummhorn    | 8′     |
|                    | Tremulant    |        |

| II Hauptwerk C–g3 |            |       |
| 10.               | Prinzipal  | 8′    |
| 11.               | Rohrflöte  | 8′    |
| 12.               | Oktav      | 4′    |
| 13.               | Spitzflöte | 4′    |
| 14.               | Superoktav | 2′    |
| 15.               | Mixtur     | 1 ⁄3′ |
| 16.               | Trompete   | 8′    |

| Pedal C–f1 |             |     |
| 17.        | Subbass     | 16′ |
| 18.        | Oktavbass   | 08′ |
| 19.        | Gedacktbass | 08′ |
| 20.        | Choralbass  | 04′ |
| 21.        | Fagott      | 16′ |
| 22.        | Posaune     | 08′ |

- Koppeln: I/II, I/P, II/P

## Evangelische Geistliche in Bad Ischl
| Name                                           | Zeitraum      | Anmerkung                                               |
| ---------------------------------------------- | ------------- | ------------------------------------------------------- |
| Martin Waldner                                 | bezeugt 1583  |                                                         |
| Wolfgang Khlainsträtl                          | bezeugt 1586  |                                                         |
| Sebastian Heisl                                | bezeugt 1591  |                                                         |
| Sebastian Aufleger                             | um 1600       |                                                         |
| Emil Hein, Vikar von Goisern mit Sitz in Ischl | 1899 bis 1902 |                                                         |
| Johannes Hauser                                | 1902 bis 1907 |                                                         |
| Friedrich Selle                                | 1907 bis 1909 |                                                         |
| Wilhelm Örtel                                  | 1909 bis 1922 |                                                         |
| Johannes Jellinek                              | 1923 bis 1930 |                                                         |
| Bruno Schumann                                 | 1931 bis 1955 |                                                         |
| Zoltan Szüts                                   | 1955 bis 1961 |                                                         |
| Hans Hermann Schmidt                           | 1962 bis 1967 |                                                         |
| Wilhelm Müller                                 | 1967 bis 1978 |                                                         |
| Heidi Lieberich                                | 1978 bis 1984 | ab 1979 übernimmt sie die neugeschaffene 2. Pfarrstelle |
| Hans Reinhard Dopplinger                       | 1979 bis 1990 | 1. Pfarrstelle                                          |
| Franz Zangerl                                  | 1984 bis 1986 | 2. Pfarrstelle                                          |
| Erhard Lieberknecht                            | 1987 bis 2004 | bis 1994 2. Pfarrstelle und anschließend 1. Pfarrstelle |
| Robert Eberhardt                               | 1990 bis 1994 | 1. Pfarrstelle                                          |
| Dankfried Kirsch                               | seit 1995     | bis 2004 2. Pfarrstelle und anschließend 1. Pfarrstelle |
| Martin Sailer                                  | seit 2004     | 2. Pfarrstelle                                          |

Pfarrer, die nur vorübergehend hier gewirkt haben (Flüchtlingsbetreuung 1945), sowie solche, die zwischenzeitlich mit einer Administration betraut waren, sind nicht angeführt.:S. 37